# Діалектний словник
Діалектний словник — словник, у якому подана лексика територіальних діалектів, її значення і слововживання.
За способом пояснення значень більшість діалектних належить до словників тлумачного типу. За обсягом відтворення лексики і семантики. Діалектні словники поділяються на тематичні і загальні.

## Різновиди словників
Тематичні діалектні словники репрезентують лексику однієї темат. групи (напр.: Берлізов А. А. Лексика рибальства українських говорів Нижнього Подністров'я. Чернігів, 1959; Аркушин Г. Л. Мисливська лексика західноподільського говору. Матеріали до «Лексичного атласу української мови». В кн.: Дослідження з української діалектології. К., 1991).
Загальні діалектні словники об'єднують лексику безвідносно до її тем. поділу (Онишкевич М. Й. Словник бойківських говірок, ч. 1 — 2. К., 1984).

## Особливості діалектичного словника
- Діалектні словники будують за диференційним принципом відносно норм літературної мови: вони охоплюють лексику, яка відсутня у словниках літературної мови або в діалектній мові має відмінності морфемної будови, значення. Створення діалектний словник повного типу, який подавав би всю лексику діалекту безвідносно до літ. мови, допускається лише теоретично, але на практиці ще не реалізовано. Базу діалектного словника становлять записи діалектного мовлення у вигляді текстів чи відповідей на питання програми, а також фольклорні тексти та, зрідка, твори художньої літератури.

Збирання і публікація списків діалектної лексики значно розширюється у 19 ст. у зв'язку з підготовкою словників української мови; ці невеликі діалектні словники друкували газети і журнали (Кухаренко Я. Вівці і чабани в Чорноморці. Чабанський словар. «Основа», 1862, кн. 5; Кобринський П. Матеріяли до словаря, собрани въ КосмачЂ окр. Коломыйского. «ВечерницЂ», Львів, 1863, річник 2, та ін.).

##### Різновиди словників
- Аркушин Григорій

Словник західнополіських говірок
Луцьк: «Вежа», 2000. — Т.1 — 24 + 354 с; Т.2 — 456 с.
Пропонований словник уміщує понад 13000 діалектизмів (не враховуючи фонетичних варіантів). Записи говіркових слів подаються із 540 населених пунктів Західного Полісся, а також із пограниччя. Як ілюстрації, крім речень зі зв'язного мовлення, використані повір'я, прислів'я та приказки, загадки, уривки з обрядових пісень.
Для мовознавців, фольклористів, етнографів, а також усіх, хто цікавиться народною мовою.
- Онишкевич М. Й.

Словник бойківських говірок: У 2 частинах
Редкол.: Гнатюк Г.М., Гриценко П. Ю., М. П. Матвіяс І. Г. та ін.
Київ, вид-во «Наукова думка», 1984.
Словник фіксує лексику одного з найдавніших говорів української мови, яскраво відображеного в творах української художньої літератури. Лексика локалізується в фонетичних, словотвірних, граматичних, акцентуаційних і фразеологічних варіантах.
Укладений на матеріалі діалектологічних експедицій та на базі різноманітних етнографічних джерел — ХІХ-ХХ ст.
Для мовознавців — науковців, етнографів, викладачів, студентів.
- Інститут українознавства ім. І. Крип'якевича Національної академії наук України Гуцульські говірки. Короткий словник Відповідальний редактор Я. Закревська. — Львів, 1997. — 232 с. Короткий словник гуцульських говірок, є відображенням основного лексичного складу одного з найцікавіших і найархаїчніших говорів південно-західного наріччя української мови. Гуцульські говірки мають давні традиції вивчення (понад 150 років), однак окремого завершеного й опублікованого словника, який охоплював би говірки всієї Гуцульщини, досі немає. Короткий словник гуцульських говірок є науково-популярним словником шкільного типу, призначеним насамперед для освітянських потреб і масового користувача. Пропонований словник є диференційним, тобто він не охоплює усієї лексики, яка функціонує у гуцульських говірках, а подає лише вибрану традиційну діалектну лексику, що не ввійшла до основного словникового складу сучасної української літературної мови.
- Москаленко А. А. Словник діалектизмів українських говірок Одеської області Одеса, 1958 У словнику представлено лексику одного з південних говорів української мови. Укладений на власних матеріалах автора та з вислідів діалектологічних експедицій студентів. Для мовознавців — науковців, етнографів, викладачів, студентів.
- П. Лисенко Словник поліських говорів Київ, вид-во «Наукова думка», 1974. Дослідження лексики поліських говорів становить особливу цінність для осмислення історії українського народу та його мови. Це незамінний матеріал для дослідників фольклору та етнографії. До Словника, крім виразно діалектної лексики, включені також деякі олова загальнонародної розмовної мови, що мають цікаві семантичні, граматичні та акцентологічні особливості. Словник розрахований на мовознавців, істориків, фольклористів, етнографів, вчителів, викладачів та студентів відповідного фаху, аматорів історії української мови.
- Іван Верхратський ПРО ГОВІР ГАЛИЦЬКИХ ЛЕМКІВ Львів, 1902. — 490 с. Засновник українського природознавства, автор перших підручників та творець термінології з різних природничих наук, український філолог Іван Верхратський був дійсним членом Наукового товариства імені Шевченка у Львові і першим головою його математично-природничо- лікарської секції. Верхратський відомий своїми дослідженнями флори і фауни Східної Галичини. Окрім цього, Іван Григорович був автором наукових праць з української діалектології та лексикології: «Знадоби до словаря южноруского»; "Знадоби до пізнання угорсько-руских говорів". Мові лемків північних схилів Карпат присвятив монографію «Про говір галицьких лемків» (Львів, 1902), яка досі є серед найґрунтовніших праць у цій ділянці, що не втратила наукової вартості. Книга складається зі вступу «Граматика», «Взірців бесіди галицьких лемків» (оповідання і приказки з різних сіл, загадки, приповідки, пісні), «Словарця». Цінна зокрема тим, що писалася в часи, коли лемки ще компактно проживали на своїх етнічних територіях, тож автор мав змогу дослідити говірку у її природному стані. Поданий «Словарець» (обсягом майже 100 с.) є фактично лемківсько-німецьким диференційним діалектним словником.